# 페라리
페라리(이탈리아어: Ferrari)는 이탈리아의 마라넬로에 본사를 둔 고급 스포츠카, 슈퍼카 제조 회사이다. 1929년에 설립되어 엔초 페라리(Enzo Ferrari)가 스폰서 및 창업자로 있던 F1 레이싱 팀인 스쿠데리아 페라리를 바탕으로 1947년에 페라리 S.p.A(이탈리아어: Società per Azioni, 영어: Joint stock company, 한국어: 합자 회사)로, 법인 명칭을 바꾸고 자동차 제조회사로 등록되었다.

## 역사

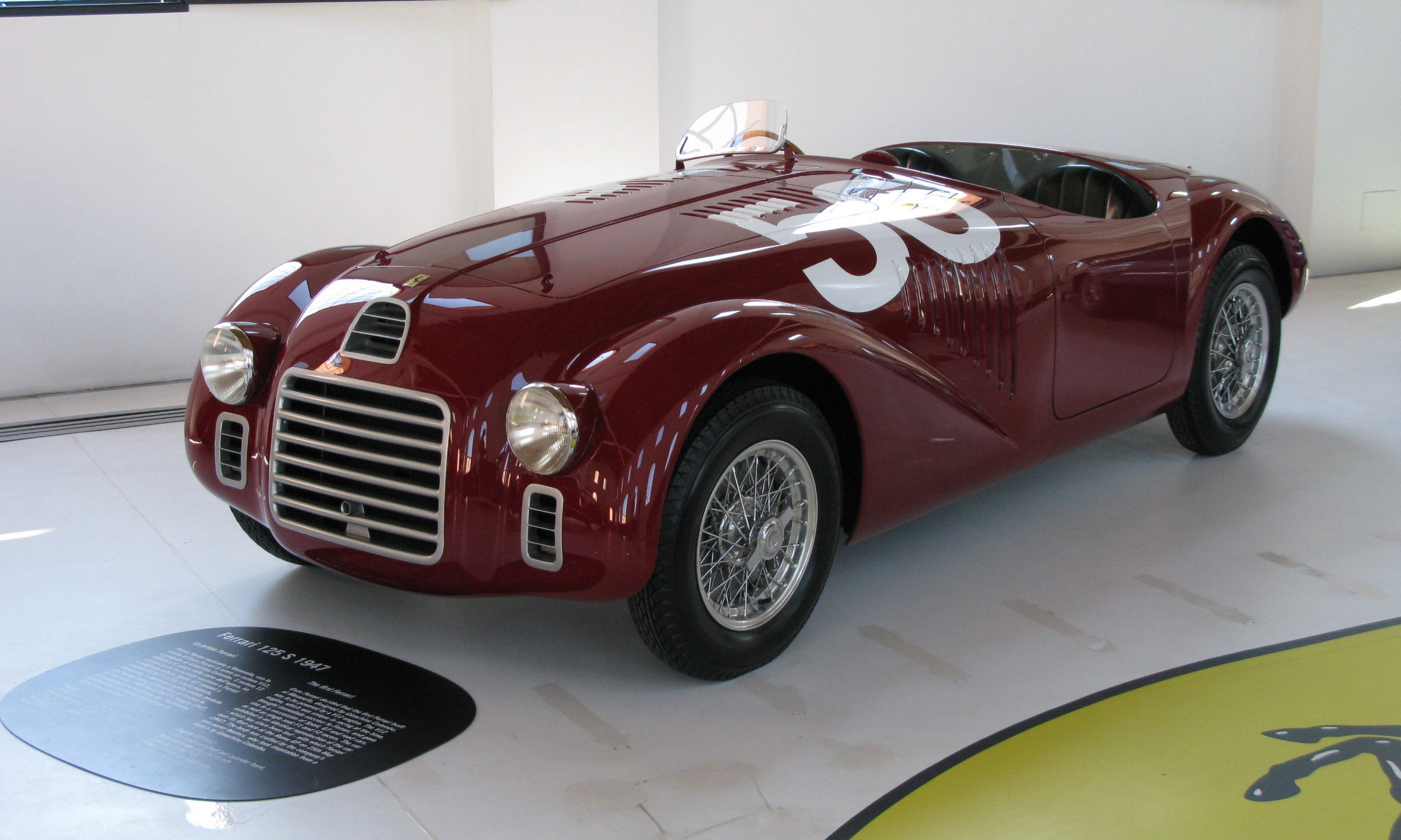
페라리 125 S (replica)

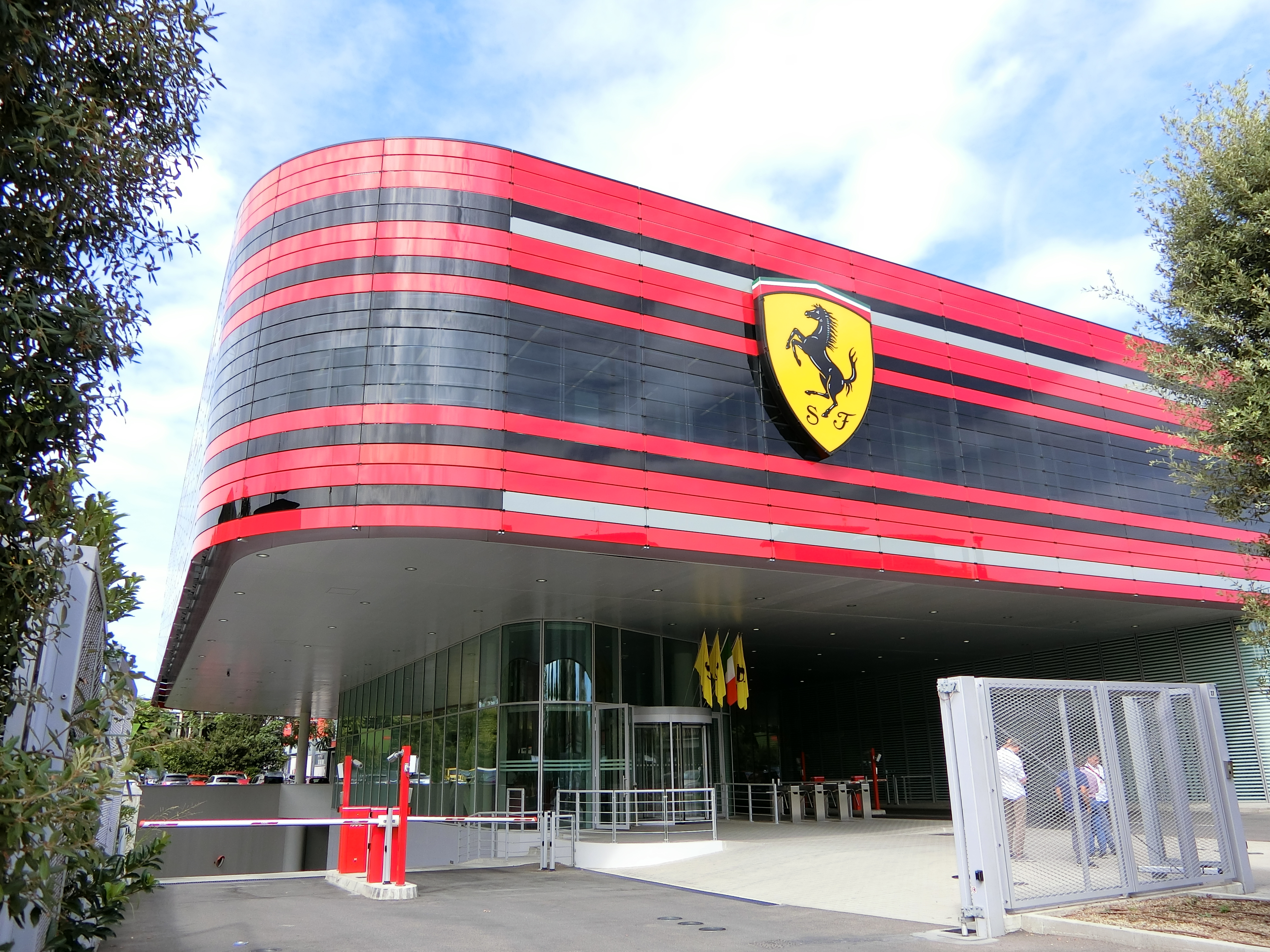
마라넬로에 있는 페라리 공장 입구

스쿠데리아 페라리 팀은 엔초 페라리가 자신의 이름을 따서 설립한 F1 경주 팀이었으며, 알파 로메오의 자동차를 타고 F1에 출전했으나 후에 스폰서 및 계약 문제, 결함 문제 등으로 알파 로메오 측과 사이가 벌어지며 1939년에는 직접 F1 자동차를 만들기 위해 Auto Avio Costruzioni Ferrari를 모데나에 설립하며 지금의 페라리 공장을 갖게 됐다.
페라리의 기원이 F1 레이싱 팀에 있었기 때문에 자동차 경주에 자주 참가해 많은 활약을 했고, 특히 1950년대와 1960년대, 그리고 1990년대 후반부터 2000년대 중반까지 포뮬라 원을 석권해 오면서, 포뮬라 원 역사상 가장 많은 우승을 차지한 레이싱 팀 및 자동차 제조회사(레이싱 팀의 스폰서)로 기록되고 있다. 한편, 페라리는 1960년대부터 자금난에 시달리면서, 결국 피아트에 인수되어 오늘날이 이른다.
페라리의 유명한 자동차로는 F40, 엔초, 360 모데나 등이 있다.
대한민국에는 2003년부터 쿠즈를 통해 수입 판매되었지만, 부도 및 폐업으로 인해 사업이 일시적으로 중단됐다. 2007년부터 동아원 계열의 FMK(Forza Motors Korea)가 전담 딜러를 맡고 있다. FMK는 마세라티의 딜러도 맡고 있으며, 2015년에 효성그룹이 인수했다.

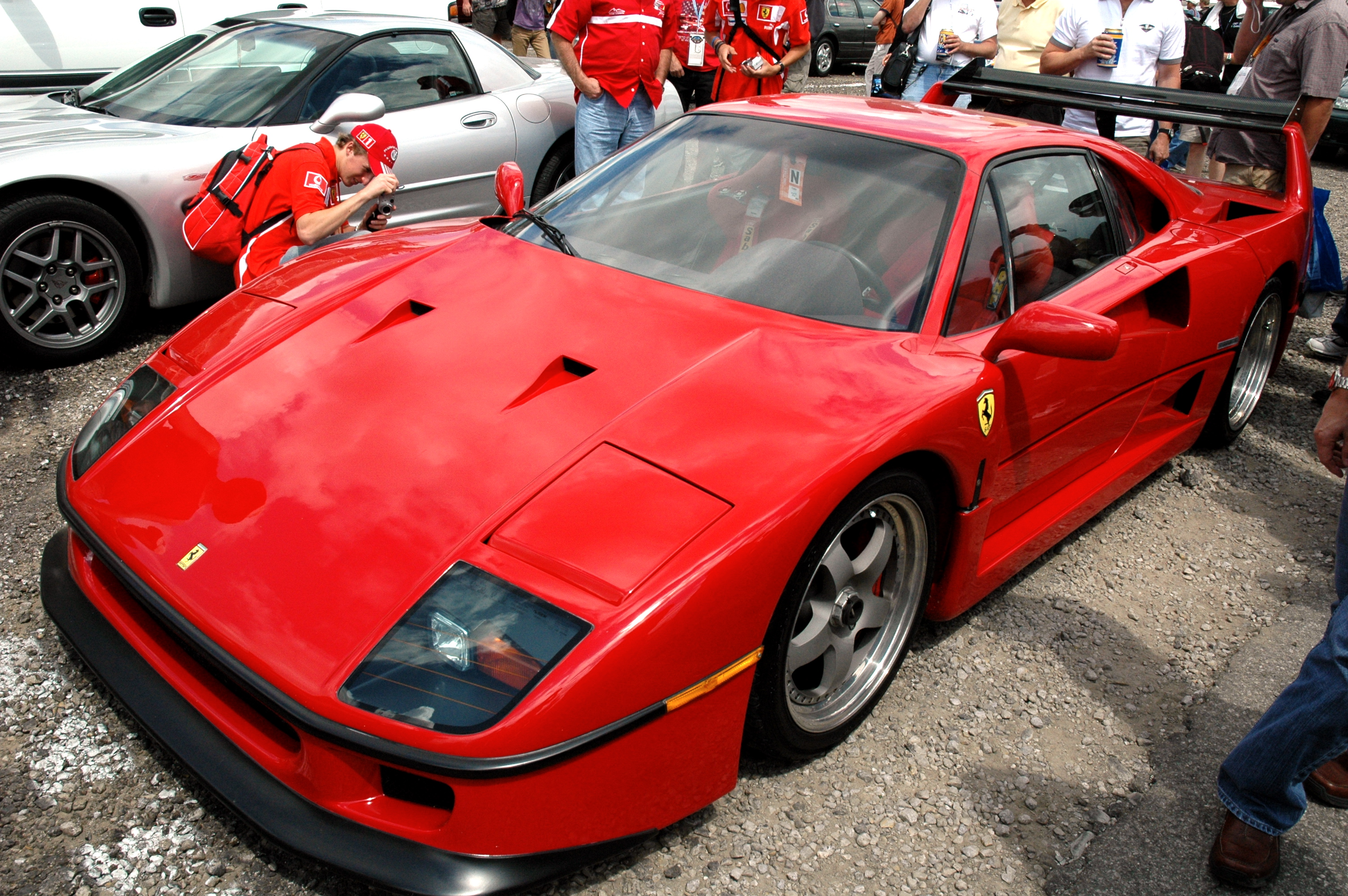
페라리 F40 LM

## 주요 차종

### 리틀 페라리 시리즈
- 페라리 206
- 페라리 246
- 페라리 308
- 페라리 208
- 페라리 328
- 페라리 348
- 페라리 F355
- 페라리 360

-쿠페
- 페라리 296 GTB

-스파이더
-모데나
-첼린지
-첼린지 스트라달레
- 페라리 F430

-쿠페
-스파이더
-스쿠테리아
-스쿠테리아 16 M
-챌린지
- 페라리 458
- 페라리 488
- 페라리 F8 트리뷰토
- 페라리 812 슈퍼패스트

### 페라리 GT 시리즈
- 페라리 250
  - 페라리 250 테스타로사
  - 페라리 250 GTO
  - 페라리 250 GT 캘리포니아
- 페라리 275
- 페라리 365
- 페라리 400
- 페라리 412
- 페라리 456
- 페라리 550M
- 페라리 456M
- 페라리 575M
- 페라리 슈퍼아메리카
- 페라리 612
- 페라리 599
- 페라리 FF
- 페라리 F12
- 페라리 베를리네타 복서

### 페라리 수평대향미드쉽 시리즈
- 페라리 512BBi
- 페라리 테스타로사
- 페라리 512TR
- 페라리 F512

### 페라리 한정판 시리즈
- 페라리 250
- GTO
- 페라리 F40
- 페라리 F50
  - 페라리 F50 GT
- 페라리 엔초 페라리
  - 페라리 FXX
- 페라리 라페라리
  - 페라리 FXX-K
- 페라리 SF90 스트라달레

## 같이 보기
- 스쿠데리아 페라리
- 자동차 제조 회사 목록